# Kameneak, Burgas
Kameneak (în bulgară Каменяк) este un sat în comuna Ruen, regiunea Burgas,  Bulgaria. 

## Demografie
Componența etnică a satului Kameneak
     Turci (93,01%)
     Nicio identificare (6,98%)
     Altele (0%)
La recensământul din 2011, populația satului Kameneak era de 229 locuitori. Din punct de vedere etnic, majoritatea locuitorilor (93,01%) erau turci. Pentru 6,98% din locuitori nu este cunoscută apartenența etnică.